# Plattspitzen
Die Plattspitzen sind ein 2680 Meter hoher Berg im Wettersteingebirge an der Grenze zwischen Deutschland und Österreich. Der sehr markante Berg steht als südliches Gegenstück zur Zugspitze am ihr gegenüberliegenden Ende der Plattumrahmung. Der Berg verfügt über drei Gipfel: der auch als Gatterlspitz bekannte Ostgipfel (2680 m), der Mittelgipfel (2674 m) und der Westgipfel (2676 m). Zuerst bestiegen wurde er 1871 von Hermann von Barth, der im Alleingang vom Zugspitzplatt aus alle drei Gipfel erreichte. Damals war der Berg auch unter dem Namen Wetterschrofen bekannt.

## Lage
Der Berg aus Wettersteinkalk liegt knapp 3 Kilometer südlich der Zugspitze und ist der südliche Eckpfeiler des Zugspitzmassivs. Einen Kilometer westlich schließen sich die höheren, aber deutlich weniger markanten Wetterspitzen (2746 m) an. Nach Süden, zum Gaistal hin, besitzt der Berg eine etwa 700 Meter hohe, sehr steile und schroffe Wand. 

## Stützpunkt und Besteigung
Die Plattspitzen können von der nordöstlich gelegenen Knorrhütte (2052 m) nach Querung des Platts über den  Nordwestgrat teilweise in mittelschwerer Kletterei (stellenweise bis zum Schwierigkeitsgrad UIAA III) bestiegen werden. Die Gehzeit beträgt bei dieser Tour bis zum Ostgipfel ungefähr fünf Stunden.